# عبدالحلیم عبو
عبدالحلیم عبو (عربی: عبد الحليم عبو؛ زادهٔ ۳ ژوئن ۱۹۸۹) بازیکن والیبال اهل مصر است.
از باشگاه‌هایی که در آن بازی کرده‌است می‌توان به باشگاه والیبال الاهلی اشاره کرد.